# 夜。上海
《夜。上海》是一部中日合拍的都市愛情電影，改編自日本講談社出版的純愛小說，由張一白執導，趙薇、本木雅弘連袂主演。本片於2006年4月1日開機拍攝，6月殺青，2007年6月26日在中國大陸正式公映。

## 角色
| 演員     | 角色     |
| 趙薇     | 林夕     |
| 本木雅弘 | 水島直樹 |
| 西田尚美 | 高橋美帆 |
| 冢本高史 | 河口     |
| 郭品超   | 東東     |
| 竹中直人 | 山崗太郎 |
| 李燦森   | 日語翻譯 |
| 張歆藝   | 女警官   |
| 張雨綺   | 化妝助理 |

## 獲獎與提名
| 頒獎典禮                 | 獎項                 | 名字   | 结果 |
| ------------------------ | -------------------- | ------ | ---- |
| 西班牙西亚特国际电影节   | 独立精神奖           |        | 獲獎 |
| 西班牙西亚特国际电影节   | 金猎鹰奖最佳影片     | 张一白 | 提名 |
| 第十四屆北京大學生電影節 | 組委會大獎           | 张一白 | 獲獎 |
| 第十四屆北京大學生電影節 | 最受大學生歡迎女演員 | 趙薇   | 獲獎 |
| 第十屆上海國際電影節     | 最受關注女演員       | 趙薇   | 獲獎 |
| 第十屆上海國際電影節     | 最具票房潛力影片     |        | 獲獎 |
| 第十二屆中國電影華表獎   | 優秀合拍片           |        | 提名 |

## 相關鏈接
- 國際網絡電影資料庫(IMDb) （页面存档备份，存于）
- 貓撲娛樂《夜。上海》專題 （页面存档备份，存于）
- 新浪娛樂《夜。上海》專題 （页面存档备份，存于）